# Lars Udby
Lars Udby (* 12. April 1957) ist ein ehemaliger dänischer Radrennfahrer.

## Sportliche Laufbahn
Udby war im Straßenradsport aktiv. 1975 siegte Udby in der Dusika-Jugendtour, holte den nationalen Titel im Einzelzeitfahren und gewann zwei Goldmedaillen bei den Meisterschaften der Nordischen Länder in den Juniorenwettbewerben.
Er gewann 1978 eine Etappe des Giro Ciclistico d’Italia. 1976 siegte er im Eintagesrennen Herning Gadeløbet. 1978 gewann er die Silbermedaille im Mannschaftszeitfahren bei den Meisterschaften der Nordischen Länder.
In der Internationalen Friedensfahrt 1979 belegte er den 79. Rang im Endklassement.